# بلينتي (ساسكاتشوان)
بلينتي (بالإنجليزية: Plenty, Saskatchewan)‏ هي قرية تقع في كندا في ساسكاتشوان. يقدر عدد سكانها بـ 126 نسمة .